# Tillandsia friesii
Tillandsia friesii är en gräsväxtart som beskrevs av Carl Christian Mez. Tillandsia friesii ingår i släktet Tillandsia och familjen Bromeliaceae. Inga underarter finns listade i Catalogue of Life.